# 大和茶

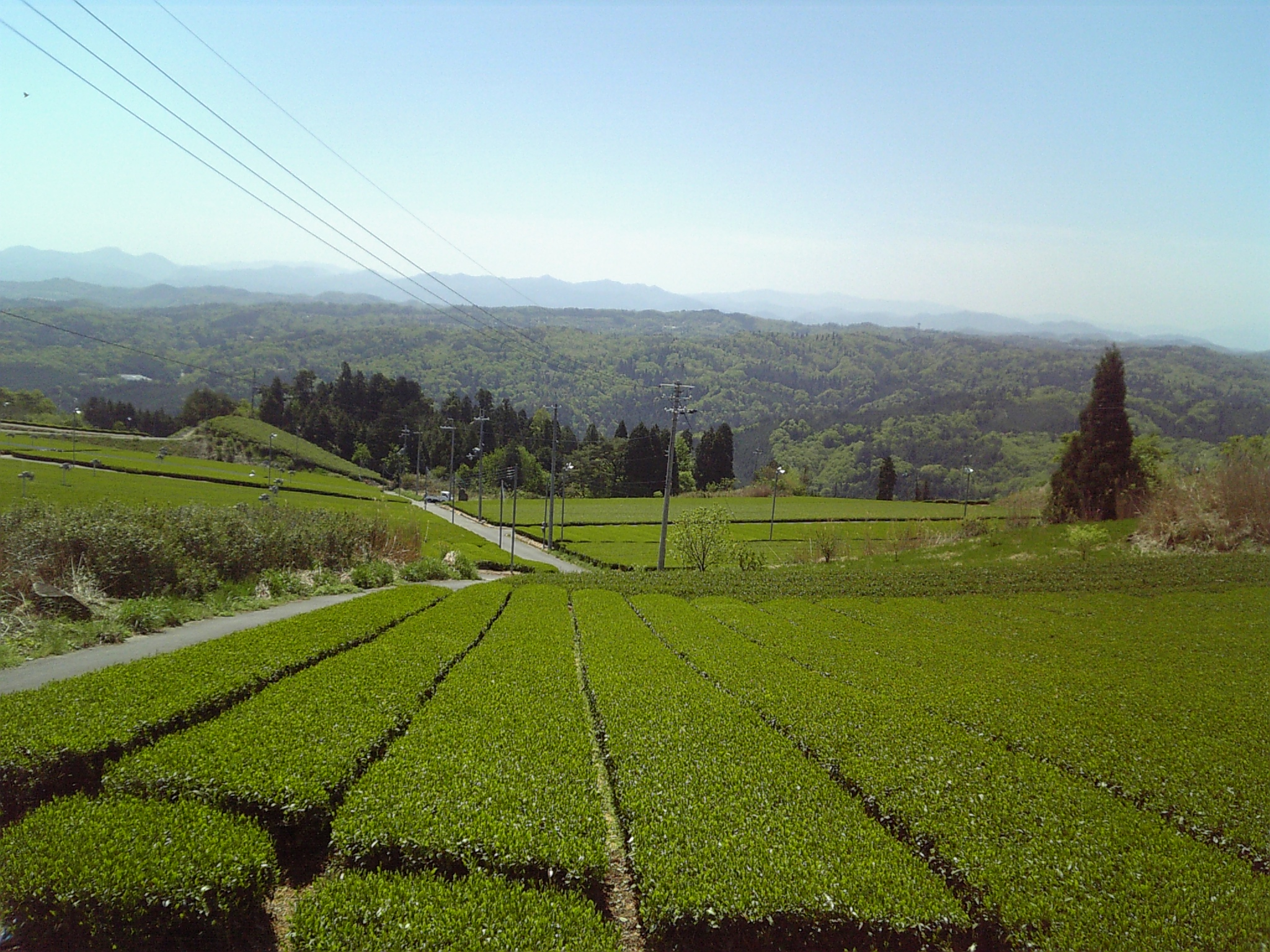
山辺郡山添村の茶畑

大和茶（やまとちゃ）は、奈良県大和高原を中心とする地域で生産される日本茶のひとつ。
良質な茶の栽培には冷涼な気候が適しているとされ、その条件に合う大和高原では茶の栽培が奨励されてきた。月ヶ瀬梅林で有名な月ヶ瀬も茶の生産では有名な地域である。2007年の奈良県の荒茶生産量は2850トンで全国第6位である。

## 概要
大和茶が栽培される奈良県東北部の大和高原一帯は、標高200～600m、平均気温13～15℃、降雨量1500mmの山間冷涼地で、日照時間が短く、昼夜の温度差が大きいため昼間に合成された糖類が消費されずに茶葉に残り、自然な甘みや旨味が生きた茶葉が収穫できる。粘土層の地質が多く、土がミネラルなどを多く含み滋味豊かな茶葉が育つ。また冬期は氷点下10度近くまで冷え込むこともあるため、害虫の越冬を妨げ、さらには朝霧が発生しやすい地形のため、適度な湿度により茶樹が潤う。また、吉野川流域の大淀町、東吉野村でも、恵まれた自然条件を生かした茶の栽培が行われている。銘柄は、産地別に月ヶ瀬茶、田原茶、柳生茶、山添茶、福住茶、都祁茶、室生茶、大淀茶があるが、全県的に「大和茶」で統一されている。

## 表示基準
緑茶の表示基準というものが公表されており、「大和茶」として表示される以外に、生産地名からの呼称として「月ヶ瀬茶」や「福住茶」、「柳生茶」、「山添茶」という表示も行われている。

## 主要産地
- 奈良県東北部地域…奈良市、天理市、宇陀市、山添村
- 奈良県南部地域…大淀町、東吉野村

## 栽培品種
- やぶきた
- やまとみどり（奈良県在来種実生選抜）
- おくみどり
- めいりょく（やぶきた実生選抜）

## 奈良県在来種について
奈良県の在来種をもとに実生から品種改良したものとして、「やまとみどり」がある。この品種は「茶農林10号」として1953年に品種登録が行われた。晩生種で樹姿直立、樹勢中、葉は長だ円形で濃緑色、耐寒性特に強く、着芽が密で収量は中である。結実性が高く、煎茶として品質優良とされる。奈良県農試茶業分場で育成された。

## 大和茶の歴史
公事根源によると、729年（天平元年）、聖武天皇の時代、宮中で衆僧を召して『大般若経』を読経させる季御読経の制度が始まり、2日目の衆僧に茶を賜る儀式を「引茶」または「行茶」と称したのが最初と言われている。当時の茶は、砕いた団茶を薬研で挽いて粉末にし沸騰した釜の中に投じ、茶盞に入れるもので、抹茶ではなかった。
『竈の賑ひ : 日用助食』は「大和國揚茶粥　大和國は農家にても、一日に四五度宛の茶粥を食する也、聖武天皇の御宇、南都大佛御建立の時、民家各かゆを食し米を喰のばして、御造營の御手傳ひをしたりしより、專らかゆを用る事と云傳ふ、奈良茶といへるは是より出たる事とぞ」と、茶粥の始まりが奈良時代であると記している。
これらの記述は後世に書かれたもので実証性には乏しい。しかし、正倉院文書には、758年（天平宝字2年）の「末醤、滓醤、酢、油、糯米、大豆、小豆、漬菜、青瓜、茄子、水葱、搗滑海藻（標出）茶、薪、松、柏」をはじめ、「茶」の文字が見え、奈良時代に奈良の都で茶が存在したことは確かである。
大和茶のおこりについては、以下のように紹介されている。
「大和茶は大同元年（806年）に弘法大師が唐より帰朝の際茶の種子を持ちかえり、これを現在の宇陀市榛原赤埴に播種して、その製法を伝えられました。またその際持ち帰った茶臼は赤埴の仏隆寺に現在も保存されております。茶の実もまた同境内に「苔の園」として保存されており、これが「大和茶」の初めとも言われております。」
もっとも、波多野村の住人、吉田太郎兵衛が江州の信楽からチャの実を買い入れ、約70aに蒔いたともいわれている。奈良は仏教史跡、寺院も多く、仏教との関係で茶も広まり、一方ではヤマチャも諸所にあり、それなりに利用されたとされる。